# يو إف سي 38
يو إف سي 38: شجار في القاعة (بالإنجليزية: UFC 38: Brawl at the Hall) هو حدث لفنون القتال المختلطة نظمته يو إف سي، أُقيم في 13 يوليو 2002، على قاعة ألبرت الملكية في لندن، المملكة المتحدة.